# Cardiff Airport
Cardiff Airport (kymriska: Maes Awyr Caerdydd) (IATA: CWL, ICAO: EGFF) är en internationell flygplats utanför Cardiff i Wales. Ungefär två miljoner passagerare använder flygplatsen varje år. Flygplatsen ligger i byn Rhoose, Vale of Glamorgan, 19 kilometer väster om centrala Cardiff, landets största stad och huvudstad.